# Quibebé
Quibebé (także: kivevé) – półsłodka potrawa w formie gęstego kremu albo zupy, charakterystyczna dla kuchni Paragwaju, północno-wschodniej Argentyny oraz Brazylii.

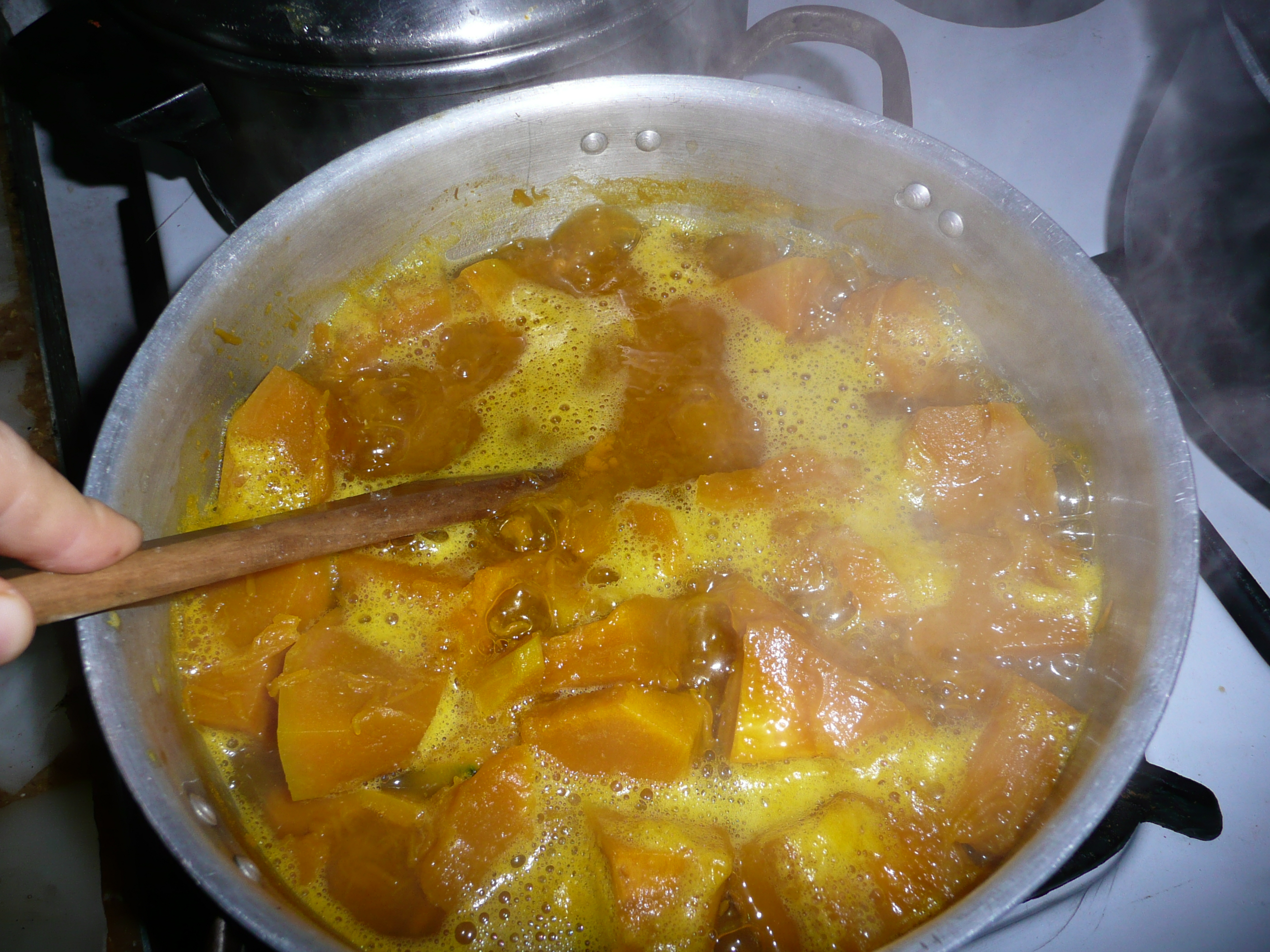
Przygotowanie quibebé

Potrawa wywodzi się z kuchni hiszpańskich misji jezuickich wśród południowoamerykańskiego ludu Guarani. Nazwa Quibebé jest zaadaptowaną na język hiszpański formą nazwy Kivevé, co w języku Gurani oznacza kolor czerwony/czerwonawy i nawiązuje do koloru głównego składnika potrawy — dyni „andai”. Jest jednym z najpopularniejszych półsłodkich dań Paragwaju. Charakteryzuje się znaczną wartością energetyczną, a serwować można je jako warzywo do dania głównego lub jako samodzielny deser.
Quibebé przyrządza się z dyni pokrojonej w drobną kostkę, bulionu warzywnego (jak najświeższego) oraz cebuli zrumienionej na oleju (np. słonecznikowym). Dynię stopniowo dodaje się nabierką do gotowanego bulionu, aż do jego odparowania i wytworzenia się jednorodnej masy. Ewentualne pozostałe grudki dyni rozbija się za pomocą tłuczka do ziemniaków, chyba że konsument preferuje danie w wersji bardziej teksturowanej. Do tak powstałej masy dodaje się, ciągle mieszając, świeżo mieloną mąkę kukurydzianą z wodą lub gotową polentę. Na zakończenie procesu potrawę uzupełnia się serkiem śmietankowym krojonym w kostkę i ewentualnie masłem. W odmianie brazylijskiej (najpopularniejszej ze stanu Minas Gerais) dodaje się oprócz cebuli także czosnek, zieloną cebulkę, pietruszkę i bazylię. Dopuszczalne jest również dodanie pasty chili, mielonego imbiru i mleczka kokosowego i w tej wersji danie przypomina curry.